# Daniel Helguera
Daniel Helguera Pérez, né le 23 avril 1909 à Castro Urdiales (Cantabrie, Espagne) et mort le 2 décembre 1936, est un footballeur espagnol qui jouait au poste de milieu de terrain.

## Biographie
Daniel Helguera joue la saison 1932-1933 dans les rangs du FC Barcelone. Avec Barcelone, il joue 14 matchs de championnat d'Espagne et marque 3 buts. Il débute le 4 décembre 1932 face au CD Alavés (victoire 2 à 0).
Il est ensuite transféré à l'Arenas Club de Getxo où il prend sa retraite en 1934.